# 이언 브라운
이언 조지 브라운(Ian George Brown, 1963년 2월 20일~, 워링턴 출생)은 영국의 음악가로, 얼터너티브 록밴드 스톤 로지스의 전 리드 싱어로 잘 알려져있다. 스톤 로지스의 해체 후 그는 몇개의 탑 10 솔로 앨범을 내는 등 성공적인 솔로 경력을 쌓아갔다. 그의 가장 최근 스튜디오 앨범인 《My Way》는 2009년 9월 28일 발매되었다.